# Ann-Mari Adamsson
Signe Ann-Mari Adamsson, även Ann-Marie respektive Adamsson-Eklund, född 22 januari 1934 i Skee, död 21 december 2011 i Västerleds församling, var en svensk skådespelare som var aktiv från mitten på 1950-talet fram till början på 1980-talet.
Adamsson var gift med skådespelare Nils Eklund. Hon är begravd på Bromma kyrkogård.

## Filmografi
- 1954 – Salka Valka
- 1958 – Åsa-Nisse i kronans kläder
- 1959 – Sköna Susanna och gubbarna
- 1959 – Fridolfs farliga ålder
- 1961 – Karneval
- 1967 – Roseanna
- 1968 – Farbror Blås nya båt
- 1968 – Vindingevals
- 1970 – Ett dockhem
- 1971 – Amala Kamala
- 1973 – Stenansiktet
- 1974 – Vita nejlikan eller Den barmhärtige sybariten
- 1976 – Polare
- 1981 – Syöksykierre
- 1982 – Gräsänklingar

## Teater

### Roller (ej komplett)
| År   | Roll                      | Produktion                                                  | Regi             | Teater                |
| ---- | ------------------------- | ----------------------------------------------------------- | ---------------- | --------------------- |
| 1953 | Mariann                   | Tiger-Harry Tore Zetterholm                                 | Bo Swedberg      | Atelierteatern        |
| 1954 | Marge                     | Sex i elden Francis Swann                                   | Knut Lindblad    | Atelierteatern        |
| 1954 | Leonora                   | Henrik och Pernilla Ludvig Holberg                          | Soini Wallenius  | Atelierteatern        |
| 1954 | Fröken Chevredent         | Apollo från Bellac Jean Giraudoux                           | Knut Lindblad    | Atelierteatern        |
| 1954 | Matilda                   | Riddartornet Erik Johan Stagnelius                          | Hans Råstam      | Atelierteatern        |
| 1954 | Laura en borgardotter     | Skälmarnas stege Jacinto Benavente                          | Soini Wallenius  | Atelierteatern        |
| 1955 | Sara Tansey               | Hjälten på den gröna ön John Millington Synge               | Hans Råstam      | Atelierteatern        |
| 1955 | Agnes Webster, ett helgon | De vackra människorna William Saroyan                       | Tuve Nyström     | Atelierteatern        |
| 1955 | Lucasta Angel             | Privatsekreteraren T.S. Eliot                               | Hans Råstam      | Atelierteatern        |
| 1956 | Eva, sekreterare          | Streber Stig Dagerman                                       | Robert Lindahl   | Atelierteatern        |
| 1956 | Zoé                       | Zoé Jean Marsan                                             | Anita Blom       | Atelierteatern        |
| 1957 | Marguerite Nelson-Blitz   | Brott i sol Staffan Tjerneld                                | Hans Råstam      | Atelierteatern        |
| 1957 |                           | Den fantastiske herr Pennypacker Liam O'Brien               | Mats Johansson   | Folkteatern, Göteborg |
| 1958 | Susan                     | Hjälten på den gröna ön John Millington Synge               | Mats Johansson   | Folkteatern, Göteborg |
| 1958 |                           | Mannen, djuret och dygden Luigi Pirandello                  | Gunnar Ekström   | Folkteatern, Göteborg |
| 1959 |                           | Romans på slottet Staffan Tjerneld och Kai Normann Andersen | Jackie Söderman  | Folkteatern, Göteborg |
| 1962 |                           | Tolvskillingsoperan Bertolt Brecht och Kurt Weill           | Gösta Folke      | Malmö stadsteater     |
| 1984 |                           | Emil i Lönneberga Astrid Lindgren                           | Staffan Götestam | Göta Lejon            |